# Roedeboei
Een roedeboei is hijsgereedschap dat vooral in het theater gebruikt wordt om voorwerpen aan een trek te hangen.
De roedeboei bestaat uit twee stukken plat staal, elk voor een gedeelte 'gezet' in halve cilinders, die aan de bovenzijde scharnierend aan elkaar zitten en aan de onderzijde een recht en plat gedeelte hebben. De rechte gedeelten hebben een gat voor een M10- of M12-tapbout, ofwel de bout is vastgezet aan een van die twee 'flappen', waarna de andere 'flap' eroverheen wordt gesloten. Over de bout tussen de beide rechte delen wordt een staalkabel aangebracht, waaraan de last zoals een stuk decor ('vak') of ander voorwerp met de trek omhoog gehesen kan worden.
De roedeboei-bout wordt handmatig met een vleugelmoer gesloten/geborgd. In Nederland is opgegeven belastbaarheid van een roedeboei vrijwel altijd 300 kg, maar de oorsprong van de berekening daarvan is zeer onduidelijk door een gebrek aan normalisatie. Omdat er vaak aan de roede wordt getrokken in plaats van de boei is het vaak zo dat de ongelijke verdeling van de liggers de berekening van de nominale belastbaarheid uitzonderlijk ingewikkeld maakt.
Naast de roedeboeien voor het aanbrengen van lasten op een decortrek zijn er ook "roedestroppen" beschikbaar. Dit zijn staalstropjes met aan één zijde een ca. 25 cm grote lus, die in zijn geheel om de 50mm-buis wordt gestropt. Door deze wijze van toepassen – met een dubbele hoeveelheid staalkabelmateriaal in de strop – is er hier nu geen reductie nodig voor de gestropte ('doorgestoken') aanslagfactor.